# Kazimierz Cieński
Kazimierz Cieński herbu Pomian (ur. ok. 1740, zm. 1818) – konsyliarz z księstwa oświęcimskiego w generalnej konfederacji barskiej w 1769 roku, starosta dźwinogrodzki w latach 1767, 1772. Dziedzic Rafałowic i Filipowic. Syn Antoniego, który w 1751 wziął w zastaw Rafałowice i Filipowice od Morsztynów. Wylegitymowany ze szlachectwa w Galicji w 1782. W 1802 nabył Wojsławice.